# Gädgaureh, Lappland
Gädgaureh, Gädggávre, är en sjö i Arjeplogs kommun i Lappland och ingår i Skellefteälvens huvudavrinningsområde. Sjön har en area på 1,51 kvadratkilometer och ligger 842 meter över havet. Sjön avvattnas av vattendraget Gädgjåkkå.

## Delavrinningsområde
Gädgaureh ingår i det delavrinningsområde (739521-154757) som SMHI kallar för Utloppet av Gädgaureh H.841. Medelhöjden är 874 meter över havet och ytan är 4,29 kvadratkilometer. Det finns inga avrinningsområden uppströms utan avrinningsområdet är högsta punkten. Gädgjåkkå som avvattnar avrinningsområdet har biflödesordning 3, vilket innebär att vattnet flödar genom totalt 3 vattendrag innan det når havet efter 356 kilometer. Avrinningsområdet består mestadels av kalfjäll (65 procent). Avrinningsområdet har 1,51 kvadratkilometer vattenytor vilket ger det en sjöprocent på 35,1 procent.